# Muntingia calabura

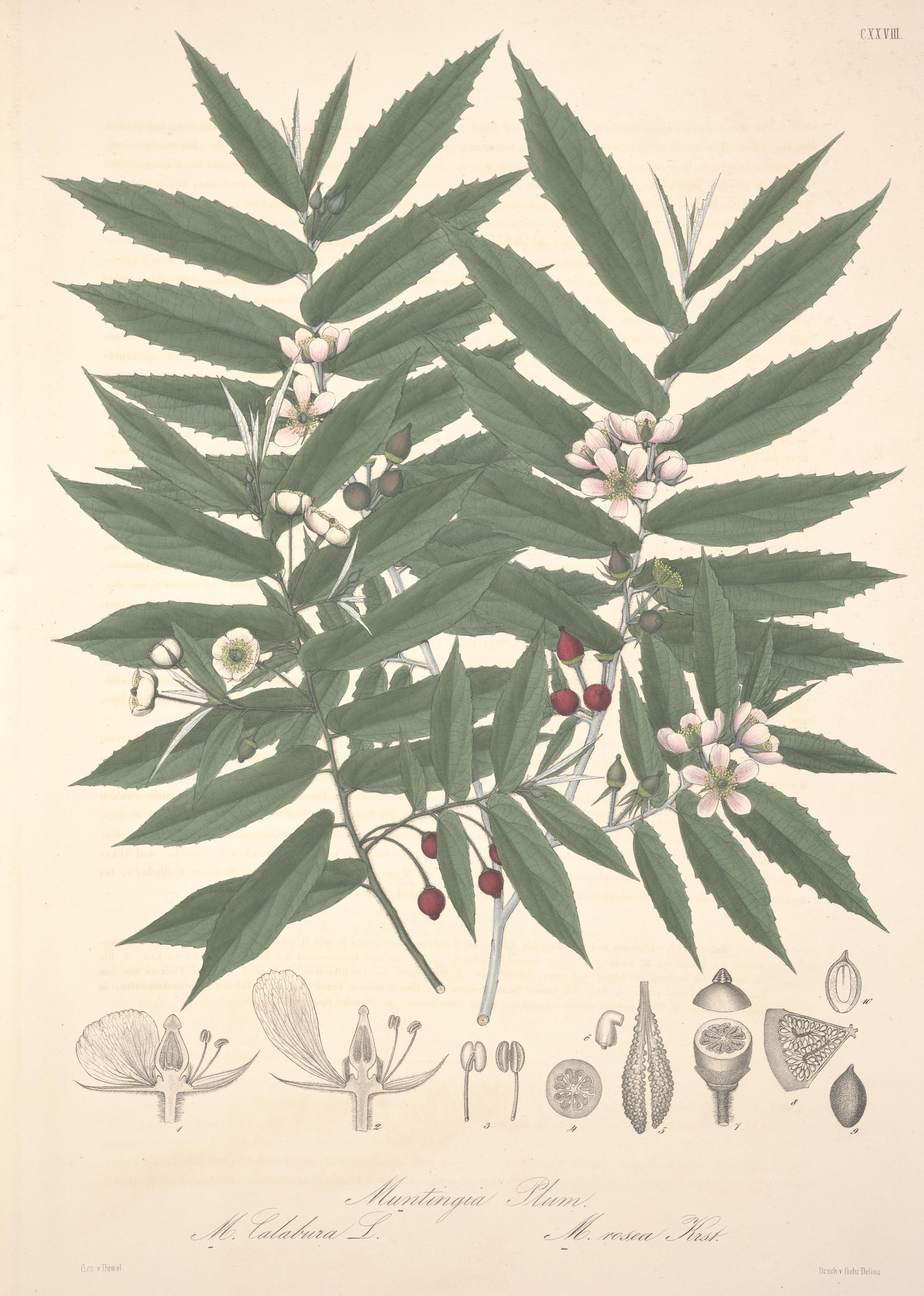
Illustration

Muntingia calabura ist ein Baum in Familie der Muntingiaceae aus Mittelamerika, der Karibik und dem nordwestlichen Südamerika. Die Art wurde auch in Südostasien und Indien eingeführt. Es ist die einzige Art der Gattung Muntingia.

## Beschreibung

### Vegetative Merkmale
Muntingia calabura wächst als immergrüner Baum mit kurzem Stamm bis etwa 12 Meter hoch. Der Stammdurchmesser erreicht etwa 20 Zentimeter. Die Zweige sind kurz, weich und weißlich behaart.
Die einfachen, kurz gestielten und leicht ledrigen Laubblätter sind wechselständig. Der kurze und kurzhaarige Blattstiel ist etwa 5–6 Millimeter lang. Die eiförmigen, -lanzettlichen Blätter sind rundspitzig bis spitz oder zugespitzt, mit gesägtem bis gezähntem Rand und abgerundeter bis leicht herzförmiger Basis. Sie sind bis 14 Zentimeter lang und bis 4 Zentimeter breit sowie (anfänglich) unterseits weich, dicht weiß-gräulich behaart, später verkahlend. Die Blattspreite ist öfters leicht ungleich. Die Nervatur ist dreizählig bis handförmig und unterseits erhaben. Es sind kleine, linealische Nebenblätter vorhanden.

### Generative Merkmale
Die Blüten erscheinen über-achselständig, also zwischen den Blattknoten, oft einzeln oder büschelig bis zu fünft. Die zwittrigen, gestielten und meist fünfzähligen, unangenehm riechenden Blüten mit doppelter Blütenhülle sind grünlich-weiß. Der kurz behaarte Blütenstiel ist bis zu 2 Zentimeter lang. Die kurz behaarten, schmal-dreieckigen, fleischigen Kelchblätter sind grannenspitzig und ohne die mehr oder weniger lange Granne bis 7–8 Millimeter lang. Die 7–11 Millimeter langen und verkehrt-eiförmigen, leicht knittrigen Kronblätter sind kurz genagelt. Es sind viele (bis 100; aber die Anzahl kann stark variieren) freie und vorstehende Staubblätter vorhanden. Der kahle, eiförmige und fünfkammerige Fruchtknoten ist oberständig mit sehr kurzem, dickem Griffel und gelappter, großer, sternförmiger Narbe. Der kurz gestielte Fruchtknoten ist von einem samtigen „diskusartigen“ Ringwall umgeben, es sind aber Nektarien an der Staubfadenbasis vorhanden. Innerhalb jedes Blütenhaufens von Muntingia calabura weist die erste geöffnete Blume ein gut entwickeltes Gynoeceum und weniger Staubblätter auf (bis 25), die dann nachfolgend öffnenden besitzen aufsteigend mehr Staubblätter (bis 100) und der Stempel reduziert sich dann entsprechend proportional.
Es werden kleine, rundliche, etwa 1,2–1,5 Zentimeter große und glatte, rote, vielsamige, dünnschalige Früchte, Beeren mit teils Kelch- und Staubblattresten an der Basis und Narbenresten an der Spitze gebildet. Die mehrere Tausend (5000) winzigen, bräunlichen und eiförmigen Samen sind bis etwa 0,5–0,7 Millimeter groß.
Die Chromosomenzahl beträgt 2n = 28 oder 30.

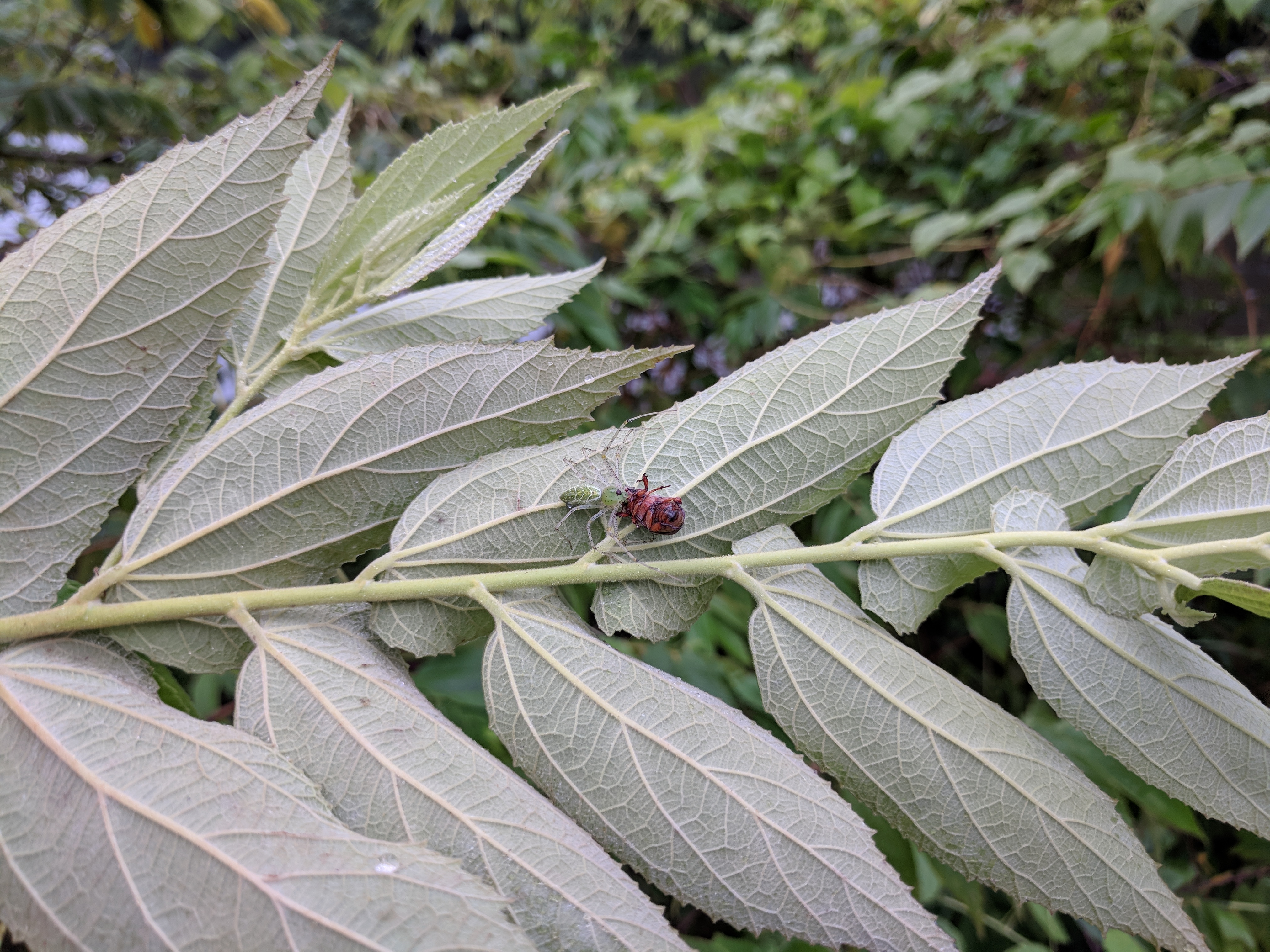
Anfänglich dicht behaarte Blattunterseiten
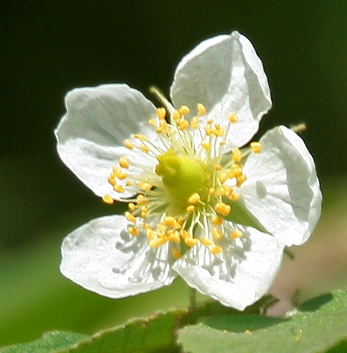
Blüte
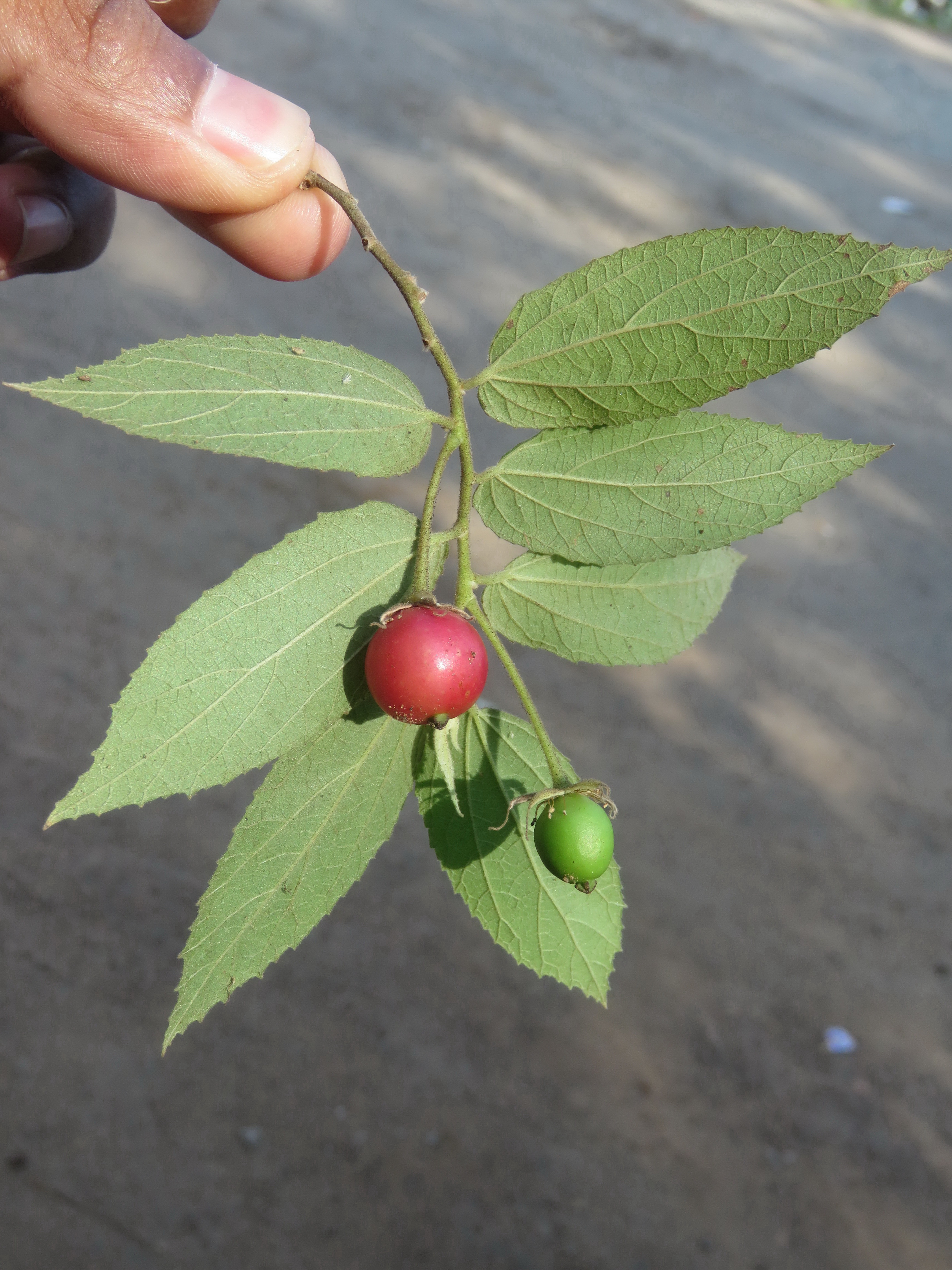
Reife und unreife Frucht
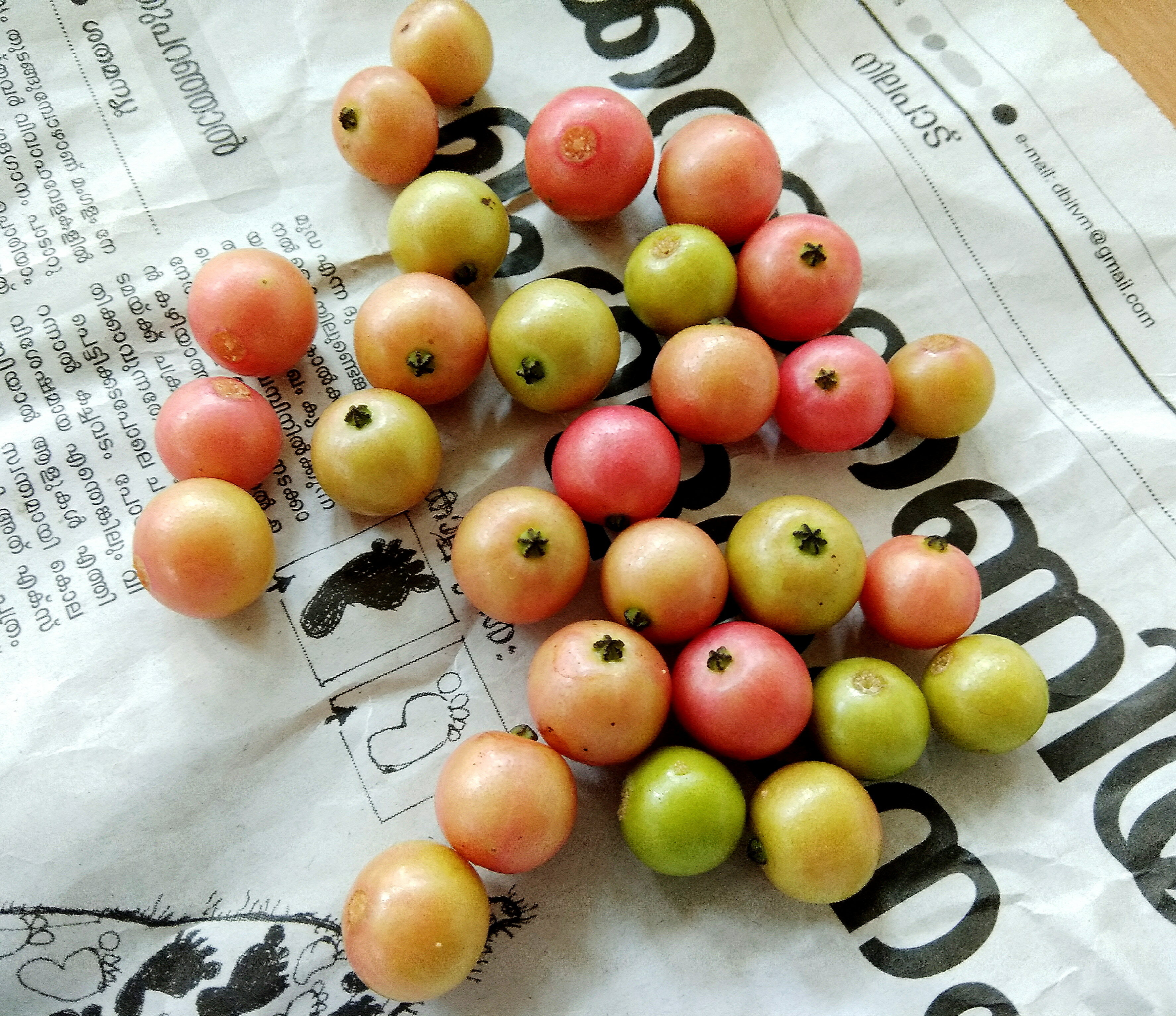
Früchte
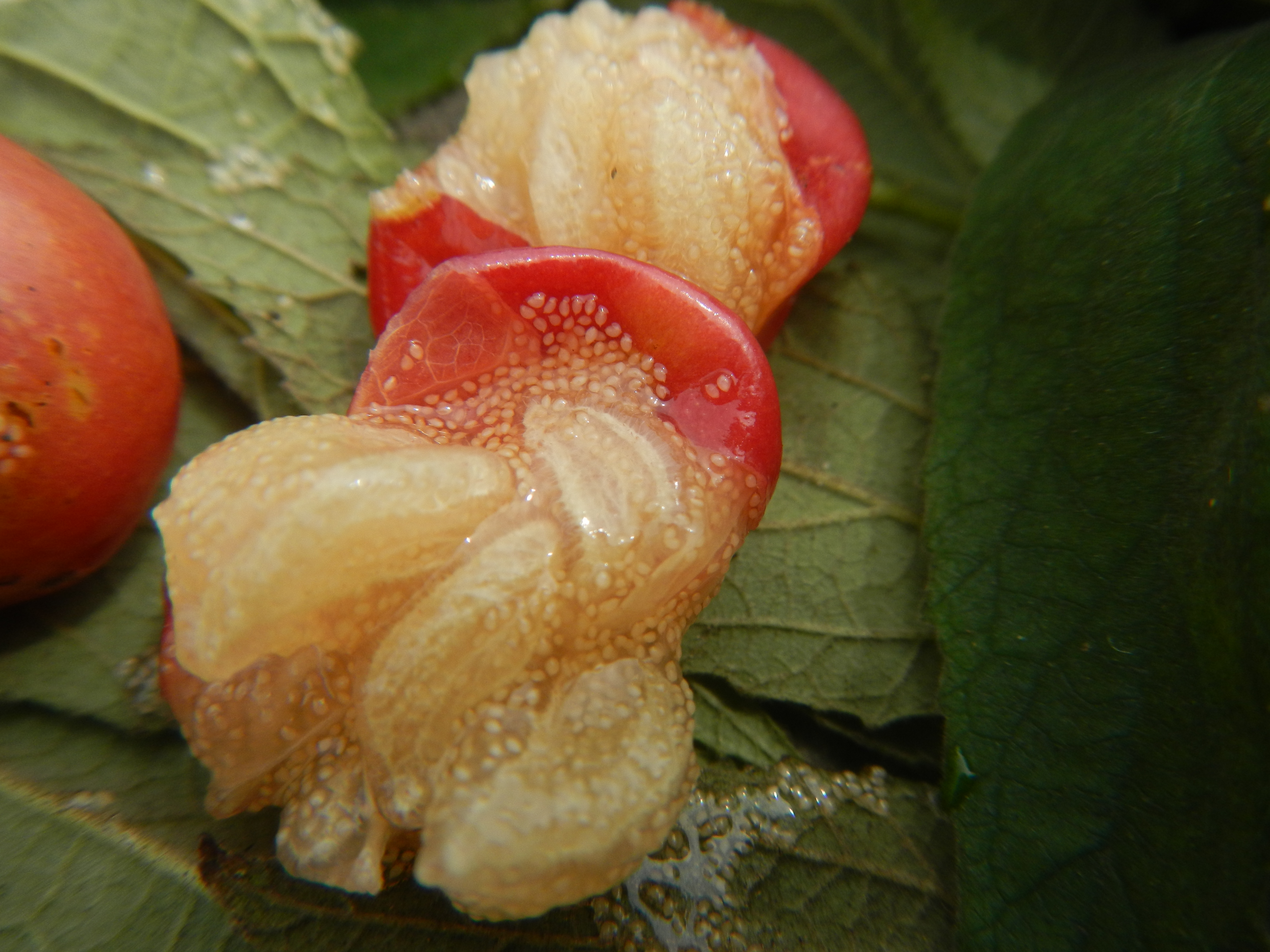
Fruchtfleisch und Samen

## Verwendung
Die sehr süßen und saftigen Früchte sind essbar. Sie werden roh oder gekocht verwendet.
Aus den Blättern wird ein Tee bereitet.
Aus der Rinde kann eine Faser gewonnen werden.
Das leichte und weiche Holz wird für Innenanwendungen oder zur Papierherstellung sowie als Anzündholz genutzt.